# Laavor et hakir
Pour plus de détails, voir Fiche technique et Distribution.
Laavor et hakir est un film de comédie romantique israélien écrit et réalisé par Rama Burshtein et présenté en première au Festival de Venise 2016. 

## Fiche technique
- Titre original : לעבור את הקיר (Laavor et hakir)
- Titres anglais : Through the Wall ou The Wedding Plan
- Réalisation : Rama Burshtein
- Scénario : Rama Burshtein
- Photographie :
- Montage :
- Musique :
- Pays d'origine : Israël
- Langue originale : hébreu
- Format : couleur
- Genre : comédie romantique
- Durée : 110 minutes
- Dates de sortie :
  - Italie : 2016

## Distribution
- Dafi Alferon :
- Noa Koler : Michal
- Oded Leopold :
- Ronny Merhavi : Feggie
- Udi Persi : Blind' date
- Jonathan Rozen : Deaf
- Irit Sheleg : la mère de Michal
- Amos Tamam :
- Oz Zehavi : Yos